# Sam Berns
Pour les articles homonymes, voir Berns.
Sampson Gordon « Sam » Berns (23 octobre 1996 – 10 janvier 2014) était un adolescent américain atteint de progeria qui a aidé à la prise de conscience de cette maladie,. Il fut également le sujet du documentaire de HBO, Life According to Sam (en), apparu pour la première fois sur les écrans en janvier 2013. Sampson décède un an plus tard,, après être apparu dans une vidéo des conférences TED intitulée My Philosophy for a Happy Life.